# Baeza
Baeza település Spanyolországban, Jaén tartományban. Baeza Bedmar y Garcíez, Begíjar, Ibros, Jimena, Jódar, Lupión, Mancha Real, Rus és Úbeda községekkel határos. Lakosainak száma 15 677 fő (2024).

## Népesség
A település népessége az elmúlt években az alábbi módon változott:
| Lakosok száma | 15 276 | 15 177 | 16 135 | 16 253 | 16 535 | 16 215 | 15 996 | 15 841 | 15 773 | 15 677 |
|               | 2001   | 2004   | 2007   | 2009   | 2012   | 2014   | 2017   | 2019   | 2022   | 2024   |